# Franz Boll

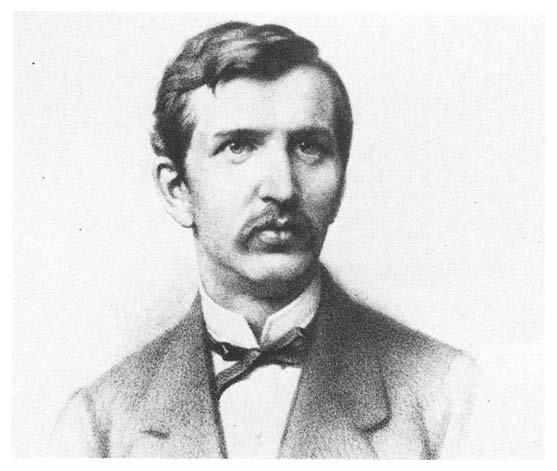
Franz Christian Boll

Franz Christian Boll (ur. 26 lutego 1849 w Neubrandenburgu, zm. 19 grudnia 1879 w Rzymie) – niemiecki lekarz, fizjolog, odkrywca rodopsyny. Profesor Uniwersytetu w Rzymie.

## Życiorys
Syn luterańskiego teologa i historyka Franza Bolla (1805–1875), Franz Christian Boll (niekiedy nieprawidłowo: Franz Böll) urodził się 26 lutego 1849 w Neubrandenburgu. Jego ojciec zapewnił mu podstawowe wykształcenie w domu. W 1866 rozpoczął studia. Studiował medycynę na Uniwersytecie w Bonn, Uniwersytecie w Heidelbergu i Uniwersytecie Fryderyka Wilhelma w Berlinie, gdzie w 1869 otrzymał dyplom doktora. Od 1870 pracował w Instytucie Fizjologicznym Emila du Bois-Reymonda w Berlinie. Następnie wziął udział w konkursie o profesurę na Uniwersytecie w Genui, a gdy nie otrzymał tej katedry, przyjął pozycję profesora anatomii i fizjologii na Uniwersytecie w Rzymie. Wykładał na tej uczelni od 1873 do 1879.
Boll był słabego zdrowia, zwolniono go ze służby wojskowej z powodu „delikatnej konstytucji”, mimo to na ochotnika brał udział jako lekarz wojskowy w wojnie francusko-pruskiej. Prawdopodobnie chorował na gruźlicę. W 1878 wyjechał do Davos podratować zdrowie (w sierpniu odwiedził go tam Helmholtz), mimo to jego stan stopniowo się pogarszał. Zmarł 19 grudnia 1879 w Rzymie w wieku 30 lat. Wspomnienie pośmiertne poświęcili mu Georges Haltenhoff i Sella, notatka ukazała się także w Anatomischer Anzeiger.
18 marca 1879 ożenił się z fizjolożką Margarethe Traube (1856–1912), córką berlińskiego lekarza Ludwiga Traubego. Małżeństwo było bezdzietne. Margarethe Boll w 1885 roku wyszła za mąż ponownie, za profesora Gugliemo Mengariniego (1856–1927).
Boll pozostawił niedokończone prace o barwnikach wzrokowych, alpejskiej florze, a także biografię Spallanzaniego. Jego ulubionym autorem był Goethe.

## Dorobek naukowy

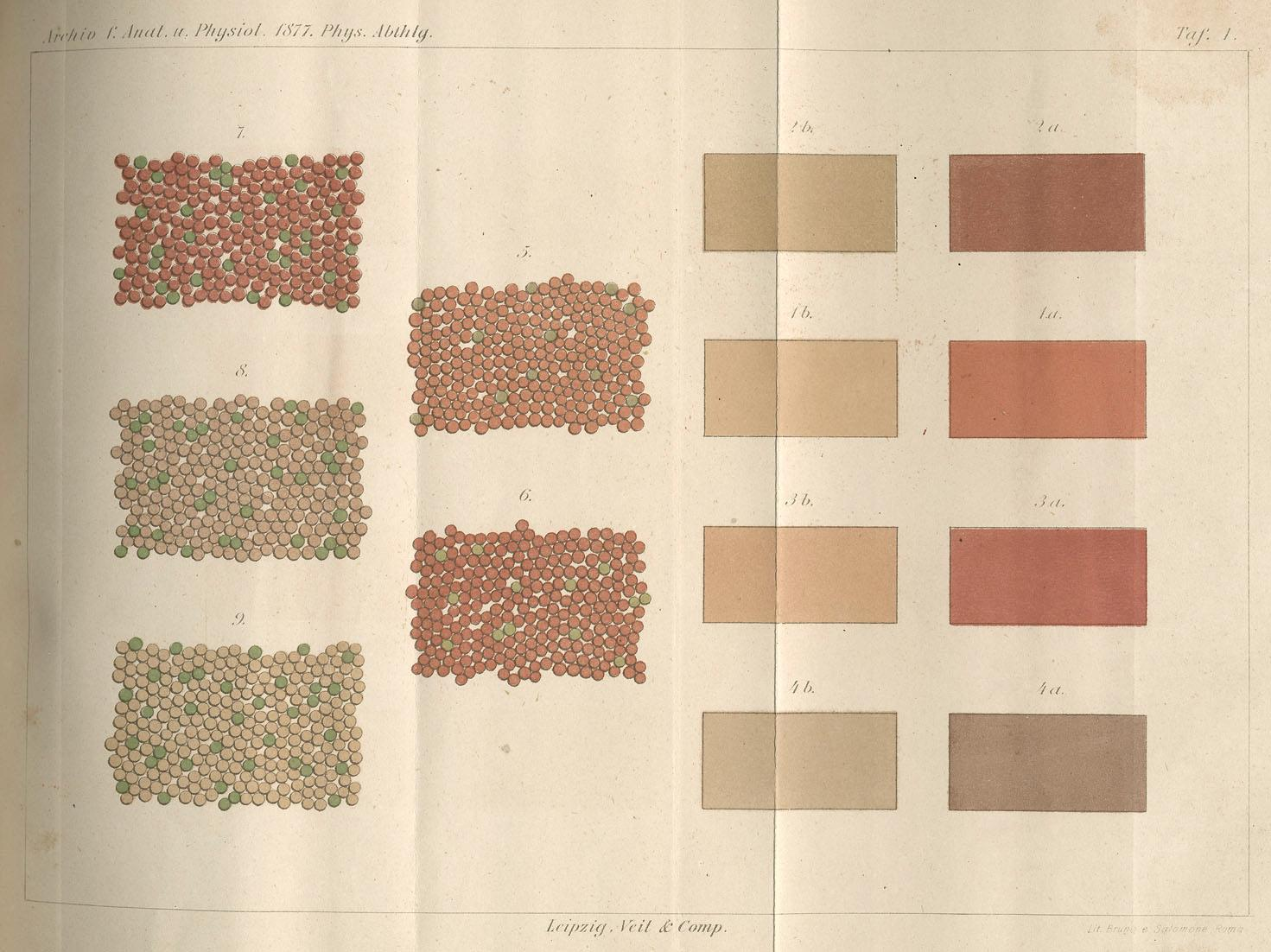
Ilustracja z pracy Bolla o siatkówce z 1877 roku

Franz Christian Boll był autorem około 20 prac, z których większość opublikowano na łamach „Archiv für Mikroskopische Anatomie” Schultzego, część ukazała się również na łamach „Archiv für Anatomie, Physiologie und wissenschaftliche Medicin” DuBois-Reymonda i Reicherta, a także w „Atti della Reale Accademia dei Lincei”.
Boll pamiętany jest głównie jako odkrywca rodopsyny. W swoich doświadczeniach wykazał, że światłoczuły barwnik w siatkówce żaby zmienia barwę na żółtą pod wpływem światła. Boll nazwał ten składnik siatkówki purpurą wzrokową (Sehpurpur). W kolejnych doświadczeniach wykazał, że barwnik występuje wyłącznie w pręcikach. Dowiódł, że barwnik może być odtwarzany, i zasugerował, że odbywa się to za pośrednictwem nabłonka siatkówki. Wyniki opublikował w artykule po włosku zatytułowanym Sull′anatomia e fistologia della retina i w listopadzie 1876 zreferował przed Akademią Berlińską, w obecności m.in. DuBois-Reymonda, Helmholtza i Pringsheima. Jako pierwszy opracował technikę uzyskiwania optogramów. Badania zapoczątkowane przez Bolla kontynuowali m.in. Wilhelm Kühne i Carl Anton Ewald.
Eponimem komórek Bolla określa się niekiedy opisane przez niego w 1868 komórki podstawne gruczołów łzowych.
Jako student Schultzego w Bonn napisał dysertację poświęconą miazdze zębowej. Publikował również na temat histologii mięczaków, ampułek Lorenziniego, narządów elektrycznych ryb (Malapterurus, Torpedo) i procesu krzepnięcia krwi. W 1879 jako jeden z pierwszych docenił wagę odkrycia nowej metody barwienia tkanek nerwowych przez Camillo Golgiego.

## Wybrane prace
- Franz Boll, Untersuchungen über die Zahnpulpa, „Archiv für Mikroskopische Anatomie”, 4 (1), 1868, s. 73–87, DOI: 10.1007/BF02955354 [dostęp 2023-06-14] (niem.).
- Franz Boll, Die Lorenzini’schen Ampullen der Selachier, „Archiv für Mikroskopische Anatomie”, 4 (1), 1868, s. 375–391, DOI: 10.1007/BF02955372 [dostęp 2023-06-14] (niem.).
- Franz Boll, Ueber den Bau der Thränendrüse, „Archiv für Mikroskopische Anatomie”, 4 (1), 1868, s. 146–153, DOI: 10.1007/BF02955359 [dostęp 2023-06-14] (niem.).
- Franz Boll, On the Structure of Lacrimal Glands, „Quarterly Journal of Microscopical Science”, 8, 1868, s. 262–267 (ang.).
- Franz Boll, Die Bindesubstanz der Drüsen, „Archiv für Mikroskopische Anatomie”, 5 (1), 1869, s. 334–355, DOI: 10.1007/BF02955590 [dostęp 2023-06-14] (niem.).
- Franz Boll, Untersuchungen über den Bau und die Entwickelung der Gewebe, „Archiv für Mikroskopische Anatomie”, 8 (1), 1872, s. 28–68, DOI: 10.1007/BF02955832 [dostęp 2023-06-14] (niem.).
- Franz Boll, Die Structur der electrischen Platten von Torpedo, „Archiv für Mikroskopische Anatomie”, 10 (1), 1874, s. 101–121, DOI: 10.1007/BF02960316 [dostęp 2023-06-14] (niem.).
- Franz Boll, Die Structur der electrischen Platten von Malapterurus, „Archiv für Mikroskopische Anatomie”, 10 (1), 1874, s. 242–254, DOI: 10.1007/BF02960322 [dostęp 2023-06-14] (niem.).
- Franz Boll, Die Histiologie und Histiogenese der nervösen Centralorgane, „Archiv für Psychiatrie und Nervenkrankheiten”, 4 (1), 1874, s. 1–138, DOI: 10.1007/BF02346085 [dostęp 2023-06-14] (niem.).
- Das Prinzip des Wachstums. Eine anatomische Untersuchung. Berlin: Verlag A. Hirschwald, 1876. Brak numerów stron w książce
- Nuove ricerche sulla structura delle piastrine elettriche della torpedine. Atti della Reale Accademia dei Lincei (1876)
- Sull’Anatomia e Fisiologia della retina. Ermanno Loescher, 1877. Brak numerów stron w książce
- Franz Boll, On the anatomy and physiology of the retina, „Vision Research”, 17 (11-12), 1977, s. 1249–1265, DOI: 10.1016/0042-6989(77)90112-2, PMID: 345609 [dostęp 2023-06-14] (ang.), tłumaczenie na j.ang. Oryginał: Franz Boll, Zur Anatomie und Physiologie der Retina, „Archiv für Physiologie”, 1877, 1252... (niem.).